# 周林和
周林和（1955年—），江苏丹阳人，汉族，中华人民共和国政治人物、中国人民解放军少将。
毕业于后勤指挥学院后勤指挥专业。加入中国共产党。2013年，担任全国人大代表。曾任总后勤部军需物资油料部部长，后因涉嫌违纪违法，其本人提出辞去第十二届全国人民代表大会代表职务。2016年8月18日，中央军委后勤保障部选举委员会决定接受其辞职。